# Gloria Buffo
Gloria Buffo (Milano, 14 settembre 1954) è una politica italiana.

## Biografia
Laureata in Architettura al Politecnico di Milano, fin da giovane è impegnata in politica con la FGCI e con il Partito Comunista Italiano.
È stata eletta per la prima volta alla Camera dei deputati nel 1996 con il PDS; verrà riconfermata a Montecitorio nel 2001, nelle file dei DS.
Alle elezioni politiche del 2006 è stata rieletta deputata per L'Ulivo. Nel 2007 dopo lo scioglimento dei DS, ha scelto di non aderire al PD, contribuendo alla fondazione di Sinistra Democratica, con la quale due anni più tardi entrerà in Sinistra Ecologia e Libertà.